# Linea Iwaizumi
La linea Iwaizumi (岩泉線?, Iwaizumi-sen) è una linea ferroviaria giapponese a carattere regionale gestita dalla JR East a scartamento ridotto che collegava le stazioni di Moichi nella città di Miyako e di Iwaizumi, nella cittadina omonima, totalmente all'interno della Iwate. Dal 31 luglio del 2010 a causa di una frana che ha danneggiato la linea e ha provocato il deragliamento di un treno, l'esercizio è sospeso e sostituito da servizio su gomma.
A seguito dell'evento, il 30 marzo 2012 JR East ha annunciato di non voler ripristinare il funzionamento della ferrovia, in quanto il costo di esso si aggirerebbe attorno ai 13 miliardi di yen, una cifra spropositata rispetto alla bassa utilizzazione della linea regionale (nel 2009 i profitti derivanti dalla linea erano di soli 8,4 milioni di yen). Ciò nonostante il governo locale si è opposto alla decisione di JR East.

## Servizi
Durante il suo funzionamento, la linea vedeva solamente quattro coppie di treni al giorno, di cui una limitata a Iwate-Wainai.

## Stazioni
| Stazione     | Giapponese | Distanza | Collegamenti | Posizione | Posizione |
| ------------ | ---------- | -------- | ------------ | --------- | --------- |
| Moichi       | 茂市       | 0.0      | Linea Yamada | Miyako    | Iwate     |
| Iwate-Kariya | 岩手刈屋   | 4.3      |              | Miyako    | Iwate     |
| Nakasato     | 中里       | 7.2      |              | Miyako    | Iwate     |
| Iwate-Wainai | 岩手和井内 | 10.0     |              | Miyako    | Iwate     |
| Oshikado     | 押角       | 15.8     |              | Miyako    | Iwate     |
| Iwate-Ōkawa  | 岩手大川   | 25.8     |              | Iwaizumi  | Iwate     |
| Asanai       | 浅内       | 31.0     |              | Iwaizumi  | Iwate     |
| Nishōishi    | 二升石     | 33.8     |              | Iwaizumi  | Iwate     |
| Iwaizumi     | 岩泉       | 38.4     |              | Iwaizumi  | Iwate     |

## Materiale rotabile
- Automotrice diesel KiHa serie 130